# Cymatophoropsis heurippa
Cymatophoropsis heurippa là một loài bướm đêm trong họ Noctuidae.